# سنكيار
سنكيار (بالإنجليزية: Xênkyêr)‏ هي منطقة سكنية تقع في الصين في أزمة التبت والصين.[بحاجة لمصدر] يقدر عدد سكانها بـ
- نسمة .[1]